# Municipio de Adel
El municipio de Adel (en inglés: Adel Township) es un municipio ubicado en el condado de Dallas en el estado estadounidense de Iowa. En el año 2019 tenía una población de 6 770 habitantes y una densidad poblacional de 63,22 personas por km².

## Geografía
El municipio de Adel se encuentra ubicado en las coordenadas 41°38′58″N 93°59′43″O / 41.64944, -93.99528. Según la Oficina del Censo de los Estados Unidos, el municipio tiene una superficie total de 94.86 km², de la cual 93.89 km² corresponden a tierra firme y (1.01%) 0.96 km² es agua.

## Demografía
Según el censo de 2010, había 5997 personas residiendo en el municipio de Adel. La densidad de población era de 63,22 hab./km². De los 5997 habitantes, el municipio de Adel estaba compuesto por el 97.82% blancos, el 0.42% eran afroamericanos, el 0.23% eran amerindios, el 0.35% eran asiáticos, el 0.1% eran isleños del Pacífico, el 0.4% eran de otras razas y el 0.68% pertenecían a dos o más razas. Del total de la población el 1.62% eran hispanos o latinos de cualquier raza.